# Penpedairheol
Penpedairheol är en by i community Gelligaer, i kommunen Caerphilly, i Wales. Byn är belägen 5 km från Llanelli. Byn hade 3 782 invånare år 2021.